# International Exhibition Centre
International Exhibition Centre (ukrainska: Міжнародний виставковий центр) är en arena i Kiev, Ukraina. Den är landets största arena för konserter och sport. I september 2016 meddelade EBU att Eurovision Song Contest 2017 skulle avgöras på arenan.